# Felicija Nijolė Sadūnaitė
Felicija Nijolė Sadūnaitė (* 22. Juli 1938 in Dotnuva; † 31. März 2024 in Vilnius) war eine litauische römisch-katholische Nonne und Dissidentin.

## Leben
Nijolė Sadūnaitė besuchte die Jonas-Biliūnas-Mittelschule in Anykščiai, an der sie 1955 das Abitur ablegte. 1956 trat sie der Kongregation der Švenčiausios Nekaltai Pradėtosios Mergelės Marijos tarnaitės (Dienerinnen der Unbefleckten Empfängnis Mariens) bei, deren Gründung auf Anregungen von Honorat Koźmiński zurückgeht. Sie arbeitete als Sekretärin und Fabrikarbeiterin. Danach absolvierte sie medizinische Kurse in der litauischen Hauptstadt Vilnius.
1974 wurde Nijolė Sadūnaitė verhaftet und 1975 wegen des Abschreibens und der Verbreitung der Chronik der Litauischen Katholischen Kirche („Lietuvos Katalikų Bažnyčios kronika“) zu drei Jahren Haft und anschließend drei Jahren Verbannung verurteilt. Ihre Haft verbrachte sie im Lager ZHKH-385/3-4, einem Frauengefängnis in Mordwinien. Danach lebte sie in der Verbannung in Bogutschany in Sibirien.
1980 kehrte Nijolė Sadūnaitė nach Litauen zurück und nahm die Mitarbeit für die verbotene „Kronika“ wieder auf. Sie wurde deswegen vom KGB überwacht und mehrmals verhaftet, auch noch 1988 und 1989, während der Perestroika. Mit Freunden sammelte sie Spenden zur Unterstützung von politischen Gefangenen und von deren Angehörigen. 1987 war sie – anlässlich des Jahrestages des deutsch-sowjetischen Nichtangriffspaktes – Mitorganisatorin (zusammen mit Antanas Terleckas, Vytautas Bogušis und Petras Cidzikas) einer Demonstration am Adomas-Mickevičius-Denkmal in der Altstadt Vilnius gegen die von Stalin und Hitler vereinbarte, fortbestehende sowjetische Okkupation Litauens.
Große Beachtung fand ihr auf ihre Tagebücher gestützter autobiographischer Bericht Ein Strahlen aus dem Gulag, in dem sie ihren geistlichen Weg als Christin und ihre Erfahrungen im Lager schildert. Das Buch wurde in mehr als ein Dutzend Sprachen übersetzt (in Deutsch in zwei Bänden unter den Titeln Gottes Untergrundkämpferin und Geborgen im Schatten Deiner Flügel) und immer wieder neu aufgelegt. In Litauen gilt Nijolė Sadūnaitė wegen ihres Mutes und ihrer Unbeugsamkeit als Nationalheldin.

## Ehrungen und Auszeichnungen
- 1992: Gedenkmedaille des 13. Januar (in Erinnerung an die Januarereignisse in Litauen 1991)[10]
- 1998: Vytautas-Magnus-Orden (Großkreuz)
- 2000: Litauische Unabhängigkeitsmedaille
- 2017: Freiheitspreis Litauens

## Schriften
- Gottes Untergrundkämpferin. Vor Gericht – Erinnerungen – Briefe. Christiana-Verlag, Stein am Rhein 1985, ISBN 3-7171-0874-3.
- Geborgen im Schatten Deiner Flügel. Verfolgt um des Glaubens willen. Christiana-Verlag, Stein am Rhein 1989, ISBN 3-7171-0919-7.